# لودزا
لودزا (به لاتین: Ludza) شهرکی در لتونی با جمعیت ۹٬۶۷۷ نفر است.